# Wilhelm von Henle
Wilhelm von Henle (* 21. Dezember 1846 in Straubing; † 31. Dezember 1914 in München) war ein deutscher Jurist und Politiker.

## Leben
Als Sohn eines Bataillons-Arztes geboren, studierte Henle nach dem Besuch des Straubinger Gymnasiums Rechtswissenschaften in Würzburg. Während seines Studiums wurde er 1866 Mitglied der Würzburger Burschenschaft Arminia. Er nahm 1866 am Deutschen Krieg und 1870/71 am Deutsch-Französischen Krieg teil. Nach seinem Studium, das er 1873 abschloss, wurde er Anwaltskonzipient und 1879 Assessor am Landgericht Kissingen. Dort wurde er Amtsrichter. 1884 ging er als Zweiter Staatsanwalt ans Landgericht Augsburg und 1888 als Rat ans Landgericht München. Nach Station 1890 im Justizministerium, wurde er 1892 Erster Staatsanwalt, 1894 Regierungsrat, 1897 Oberregierungsrat und 1899 Ministerialrat. 1902 wurde er Generalsekretär im Justizministerium und Vorsitzender der Prüfungskommission an der Universität München für das Erste Staatsexamen. 1905 wurde er zum Staatsrat im ordentlichen Dienst mit dem Prädikat Exzellenz befördert und 1906 Ministerialdirektor, bevor er 1910 in Pension ging. Er veröffentlichte zahlreiche, vor allem juristische, Schriften.

## Ehrungen
- Ehrendoktor (Dr. jur. h. c.) der Universität München
- Roter Adlerorden, 2. Klasse mit Eichenlaub
- Verdienstorden der Bayerischen Krone, Komturkreuz
- Österreichischer kaiserlicher Orden der Eisernen Krone